# Ernst Laves

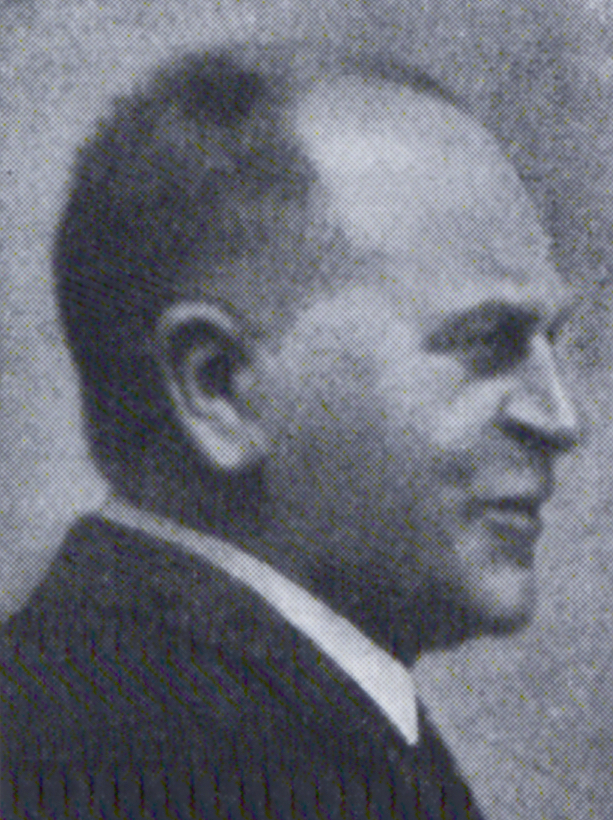
Ernst Laves

Ernst Karl Theodor Laves (* 2. August 1863 in Hildesheim; † 1. Oktober 1927 in Hannover)  war ein deutscher Naturwissenschaftler, Apotheker und Chemiker.

## Leben
Seine Lehre und Ausbildung zum Apotheker erfolgte in Calvörde, danach, zwischen 1886 und 1888, studierte er in Freiburg Chemie und schloss sein Studium 1888 mit dem Staatsexamen ab. Daraufhin wurde er zweiter Assistent am chemischen Laboratorium der Universität Freiburg. 1891 erfolgte die Promotion von Laves in Würzburg zum Thema Zur Kenntnis der Polysulfone. Physiologisch-chemische Untersuchungen über Eiweißnährmittel. Anschließend wurde er erster Assistent am Physiologisch-chemischen Institut der Universität Straßburg. 1895 wurde ihm die Leitung des chemischen Laboratoriums und der Apotheke im Städtischen Krankenhaus zu Hannover übertragen. Nebenbei, ab 1899 wurde Laves Privatdozent für Nahrungsmittelchemie und physiologische Chemie an der Technischen Hochschule Hannover. 1913 habilitiert Laves und wurde Professor, danach beendete Laves seine Tätigkeiten im Krankenhaus. Nach dem Ersten Weltkrieg gab Laves auch seine Lehrtätigkeit an der Technischen Hochschule in Hannover auf. Seine wissenschaftlichen Arbeiten über Lecithineptäparaten, auf die Laves Patente erhielt, führten zur Entwicklung verschiedener pharmazeutischer Präparate. Am bekanntesten wurde das Lecin. 1908 gründete Laves das Lecin-Werk in Hannover. 1920 wurde er Gründungsmitglied der Studentenverbindung Landsmannschaft Niedersachsen in Hannover. Laves starb 1927 durch einen Verkehrsunfall, sein Sohn Wolfgang Laves übernahm sein Werk.

## Familiengrab
Das blockartige Grabmal mit der Aufschrift „Familie Ernst Laves“ und einer aufgesetzten Skulptur wurde auf dem Stadtfriedhof Engesohde aufgerichtet.